# Ideopsis klassika
Ideopsis klassika är en fjärilsart som beskrevs av Martin 1909. Ideopsis klassika ingår i släktet Ideopsis och familjen praktfjärilar. IUCN kategoriserar arten globalt som livskraftig. Inga underarter finns listade i Catalogue of Life.